# Soutelo (Chaves)
Soutelo is een plaats (freguesia) in de Portugese gemeente Chaves en telt 384 inwoners (2001).